# 예멘 민주공화국
예멘 민주공화국(아랍어: جمهورية اليمن الديمقراطية 줌후리야트 알야만 아디무크라티야[*])은 예멘의 통일 이후 권력갈등으로 옛 남예멘 관료들이 남예멘의 분리를 선포해 만들어졌다. 북예멘이 내전에서 승리하면서 재통일이 이루어졌다.

## 독립
옛날의 남예멘 국민들은 북예멘과 1972년과 1979년에 두 번이나 전쟁을 하면서 1990년에 합의 통일을 이루었다. 그런데 북예멘의 차별과 이슬람교에 대한 일방적인 종교를 믿는 행동과 남예멘의 이슬람교를 불합리 주장으로 인해 1994년에 결국 예멘 민주 공화국으로 연방 탈퇴하였다. 그리하여 1994년 5월부터 7월까지 싸웠지만 수도 아덴이 함락되어 패하였다.

## 같이 보기
- 예멘 내전 (1994년)
- 남예멘 반란
- 예멘 내전 (2015년-현재)